# Ramphotyphlops
Ramphotyphlops (česky též slepák) je rod malých hadů z čeledi slepákovitých (Typhlopidae). Starší název rodu je Typhlina. Rod obsahuje 49 druhů, přičemž většinou nepřesáhnou 20 centimetrů délky, největší druh dosahuje až 75 centimetrů.

## Geografické rozšíření
Vyskytují se v Myanmaru, Thajsku, Malajsii, Číně, Indonésii (na Molukách a Malých Sundách), na Filipínách, Austrálii, Palau, Nové Guineji, Bismarckově souostroví, Šalomounových ostrovech, Fidži a Nové Kaledonii. Je to jediný rod slepáků, který žije i v Austrálii. Jeden druh se však rozšířil do celého světa. Jde o slepáka květinového (Ramphotyphlops braminus). Tento hádek je totiž schopný partenogenetického způsobu rozmnožování (zatím je to prokázáno jen u tohoto druhu, ale pravděpodobně jsou toho schopni i další slepáci). Slepák květinový je druh, ve kterém existují jen samice. Ty jsou schopny klást vejce bez samčího oplodnění. Rodí se však jen další samice (tato schopnost je dána existencí třetího chromozomu). Hádek si často vyhledává jako úkryt vlhké prostředí květináčů. S nimi se pak rozšířil do celého světa. Slepáci květinoví jsou dnes k nalezení na Madagaskaru, v Africe, Asii, Jižní Americe, Severní Americe, na Havajských ostrovech, Austrálii a spoustě dalších míst. Jde o nejrozšířenějšího hada na světě.

## Popis a způsob života
Vyznačují se velkým barevným rozpětím, od namodralých hadů, přes olivové, červené až po černé. Mají zašpičatělou hlavu, která je usazena na nevýrazném krku. Hadi se živí termity, mravenci, dešťovkami, hmyzími larvami a podobně. Často se zdržují v termitištích nebo mraveništích. Všichni tito hadi pravděpodobně kladou vajíčka, je to však potvrzené jen na několika druzích.

## Seznam druhů
- Ramphotyphlops acuticaudus
- Ramphotyphlops affinis
- Ramphotyphlops albiceps
- Ramphotyphlops angusticeps
- Ramphotyphlops australis
- Ramphotyphlops batillus
- Ramphotyphlops bituberculatus
- Ramphotyphlops braminus
- Ramphotyphlops broomi
- Ramphotyphlops centralis
- Ramphotyphlops chamodracaena
- Ramphotyphlops cumingii
- Ramphotyphlops depressus
- Ramphotyphlops diversus
- Ramphotyphlops endoterus
- Ramphotyphlops erycinus
- Ramphotyphlops exocoeti
- Ramphotyphlops flaviventer
- Ramphotyphlops grypus
- Ramphotyphlops guentheri
- Ramphotyphlops hamatus
- Ramphotyphlops howi
- Ramphotyphlops kimberleyensis
- Ramphotyphlops leptosomus
- Ramphotyphlops leucoproctus
- Ramphotyphlops ligatus
- Ramphotyphlops lineatus
- Ramphotyphlops lorenzi
- Ramphotyphlops margaretae
- Ramphotyphlops micromma
- Ramphotyphlops minimus
- Ramphotyphlops multilineatus
- Ramphotyphlops nigrescens
- Ramphotyphlops olivaceus
- Ramphotyphlops pilbarensis
- Ramphotyphlops pinguis
- Ramphotyphlops polygrammicus
- Ramphotyphlops proximus
- Ramphotyphlops silvia
- Ramphotyphlops similis
- Ramphotyphlops supranasalis
- Ramphotyphlops tovelli
- Ramphotyphlops troglodytes
- Ramphotyphlops unguirostris
- Ramphotyphlops waitii
- Ramphotyphlops wiedii
- Ramphotyphlops willeyi
- Ramphotyphlops yampiensis
- Ramphotyphlops yirrikalae